# 八剣神社 (葛飾区)
八剣神社（やつるぎじんじゃ）は、東京都葛飾区奥戸に鎮座する神社。

## 祭神
日本武尊、伊邪那岐命、伊邪那美命を祀る。

## 由緒
天文5年（1536年）の創建。三河国碧海郡西端村の郷士・杉浦小左衛門が当地を開拓するにあたり、守護神として勧請したものと伝えられている。末社として稲荷、熊野の両神社を祭る。
旧社殿は文久3年（1863年）の建造であり(1908年10月に修復)、以後氏子の努力で荘厳さを誇っていたが、損傷甚だしくなった為、1972年10月に造替した。現在の社殿は5代目に当たる。

## 祭祀
10月3日の例大祭の折に、全国でも珍しい本格的な舞楽、雅楽を境内で奉納演奏する。

## 文化財
（括弧内は指定の種別）
- 棟札1枚（葛飾区指定有形文化財）
- 板絵着色裸参り絵馬額1面（葛飾区指定有形民俗文化財）